# Flugzeitverbreiterung

Schematische Darstellung, wann Flugzeitverbreiterung auftritt

Die Flugzeitverbreiterung (engl. Time-of-flight broadening oder Transit time broadening) ist ein physikalischer Effekt in der Laserspektroskopie, der eine unerwünschte Verbreiterung der Linienbreite der von bewegten Atomen emittierten Frequenz zur Folge hat. Der Effekt hat Ähnlichkeit mit der Energie-Zeit-Unschärferelation.

## Überblick
Der Effekt tritt bei bewegten Teilchen (Atome, Ionen oder Moleküle) auf, die den Laserstrahl kreuzen, sich aber nicht parallel dazu bewegen. Das hat zur Folge, dass die Atome nur für eine endliche Zeit mit dem Laserlicht wechselwirken können. Bei den bei Raumtemperatur ({\displaystyle T\approx 300\,\mathrm {K} }) im Labor typischen, mittleren Geschwindigkeiten {\displaystyle {\bar {v}}\approx 5\cdot 10^{4}\,\mathrm {\tfrac {cm}{s}} } und Laserstrahlen mit Durchmessern in der Größenordnung {\displaystyle d\approx 0{,}2\,\mathrm {cm} }, erhält man bei Flugrichtungen senkrecht zum Laserstrahl Wechselwirkungszeiten in der Größenordnung von Mikrosekunden. Die mittleren Lebensdauern der Energieniveaus vieler Teilchen, die durch die spontane Emission gegeben sind, liegen jedoch im Bereich von Millisekunden, sind also etwa 1000 mal länger. Um jedoch bestmögliche Messergebnisse zu erhalten, müssten die Wechselwirkungszeiten mindestens so hoch sein, wie die mittlere Lebensdauer der Energieniveaus.

## Mathematische Beschreibung
Um eine quantitative Aussage über die Verbreiterung zu treffen, wird angenommen, dass die Teilchen senkrecht durch den Laserstrahl fliegen. Das elektrische Feld des Lasers wird durch eine Gaußfunktion beschrieben, die nur für die Zeit {\displaystyle \tau } eingeschaltet ist:
{\displaystyle E(t)=E_{0}\exp \left(-(2r/d)^{2}\right)\cos(\omega _{0}t)\Theta (\tau )\Theta (t-\tau )}
Dabei ist {\displaystyle \Theta (t)} die Heaviside-Funktion, die festlegt, wann die Funktion nicht Null ist (in der Zeit, in der sich das Teilchen im Strahl befindet), {\displaystyle \omega _{0}} die Laserfrequenz und {\displaystyle d} der Durchmesser des Laserstrahls zwischen den Punkten, wo die Intensität auf {\displaystyle {\tfrac {1}{e}}} abgefallen ist. Die zu bestimmende Größe ist die Frequenz, deswegen wird die Fourier-Transformierte gebildet, deren Grenzen sich wegen der Heaviside-Funktionen von {\displaystyle -\infty } bis {\displaystyle \infty } auf {\displaystyle 0} bis {\displaystyle \tau } reduzieren:
{\displaystyle A(\omega )=\int _{0}^{\tau }E(t)\exp(-i\omega t)dt}
Das Betragsquadrat {\displaystyle A^{*}(\omega )A(\omega )} ergibt die frequenzabhängige Intensitätsverteilung:
{\displaystyle I(\omega )\propto \exp \left[-\left({\frac {d(\omega -\omega _{0})}{2v{\sqrt {2}}}}\right)^{2}\right]}
Die Linienbreite erhält man nun aus Bestimmung der Halbwertsbreite von {\displaystyle I(\omega )}. Bei einem gaußförmigen Laserstrahl und der Wechselwirkungszeit {\displaystyle \tau } ergibt sich eine minimale Linienbreite {\displaystyle \Gamma \approx {\tfrac {0{,}44}{\tau }}}. Der Faktor {\displaystyle 0{,}44} ist spezifisch für gaußförmige Laserstrahlen, bei anderen Intensitätsprofilen ergeben sich leicht abweichende Werte, so erhält man z. B. bei einem „rechteckigen“ elektrischen Feld den Faktor {\displaystyle 0{,}9}.

## Gegenmaßnahmen
Verhindert werden kann dieser Effekt unter anderem durch die Verwendung von Ionenfallen, die die zu vermessenden Teilchen an einem Ort festhalten oder durch starkes Herunterkühlen des zu vermessenden Gases, was eine Verlangsamung der Teilchen und damit eine höhere Wechselwirkungszeit zur Folge hat.

## Weiterführendes
- Wolfgang Demtröder: Laserspektroskopie. 5. Auflage. Springer, Berlin/Heidelberg/New York 2007, ISBN 978-3-540-33792-8.